# 近鉄百貨店和歌山店
近鉄百貨店和歌山店（きんてつひゃっかてんわかやまてん）は和歌山県和歌山市友田町5-18にある近鉄百貨店の店舗。
本項では、当店を株式会社和歌山近鉄百貨店（わかやまきんてつひゃっかてん）が運営していた時代についても述べる。同社は近鉄グループの一員で近畿日本鉄道株式会社(当時)の完全子会社であったが、2009年に兄弟会社の株式会社近鉄百貨店に吸収合併された。

## 概要
和歌山県で唯一の百貨店であり、地域産品を発信する「紀州路」の展開など、地域密着型の店舗となっている。

## 沿革
1956年（昭和31年）8月、国鉄東和歌山駅（現在の和歌山駅）を中心とした東和歌山地区の開発を目指し、地元有志が東和歌山土地開発を設立した。翌年に東ビルに改称したところ、1959年（昭和34年）に近畿日本鉄道が出資し、1960年（昭和35年）1月に和歌山近鉄ビル株式会社と改称し、不動産賃貸や物品販売を主目的とする企業になった。同年4月に和歌山近鉄ストア（4830m2）が開業。1963年（昭和38年）には和歌山近鉄百貨店として百貨店に業態転換し、1966年（昭和41年）6月には4階を増築して6184m2に営業面積を増床し、1968年には隣の和歌山ステーションビルに食堂を開設。1974年には店内の大改装を行い、人口40万人の都市に百貨店4店、大型専門店5店、地元スーパー2店の厳しい競争の中で生き残りを目指した。

### 新店舗への移転
開店当時は現在より西側の北大通に面した地点で営業していた。約7,000m2と比較的小型店であったため、大きな買い物には大阪まで出かける客も多いといわれていた。このため、1987年（昭和62年）4月にはJR和歌山駅前に完成した和歌山ターミナルビルへ新店舗をオープンしている。駅直結である上に500台対応の駐車場も備え、規模も旧店舗から約2・5倍の17,000m2に拡大した。「感性素材館」をメインテーマに客のニーズより買いたさに訴えた店舗として、阿倍野本店との協業も図りつつ、新装開店にあたっては全て自前のスタッフに任せて問題点もすぐ洗い出せるようにした。また、繁華街「ぶらくり丁」にあった地場百貨店の丸正が仮店舗で営業していたこともあり、年間の売上は旧店舗の83億円から目標の145億円を超える170億円（初年度）に急成長して地域一番店になった。
さらに2000年（平成12年）春には年間売上高240億円から290億円への成長を目指して、和歌山駅の引き込み線跡地に増築を行い、売場面積が移転当初に比べて15,000m2広い32,400m2となった。立地・規模・設備で他の百貨店を圧倒し、郊外型ショッピングモールに対抗した。

### ライバル店の凋落

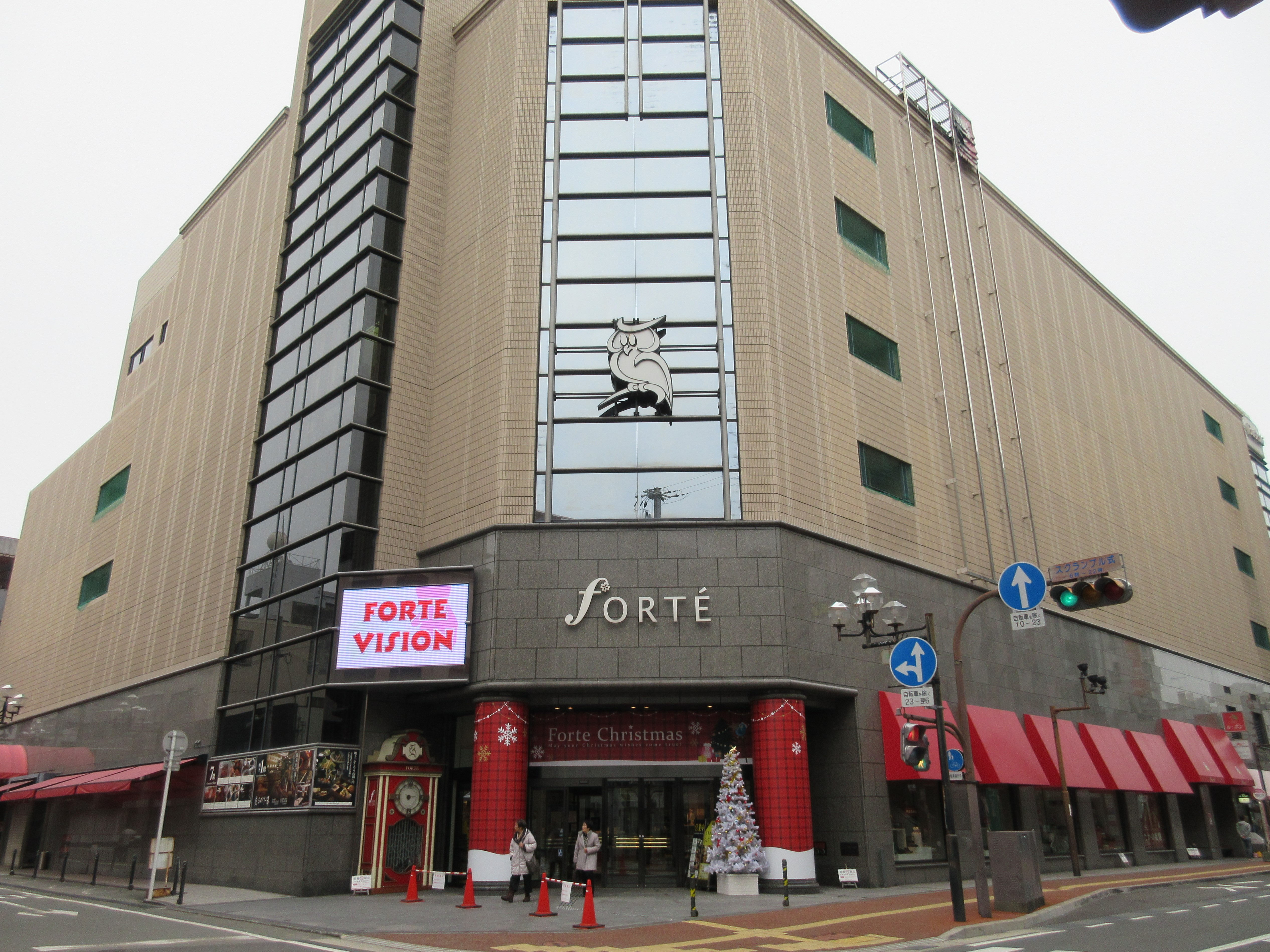
フォルテワジマ（丸正の建物を活用した施設）

和歌山市内には当店を入れて百貨店が4つあったほか、マイカルの運営するビブレも営業していた。
特に地場百貨店の丸正は地域一番店であったため、当店の新築移転に危機感を持って対抗策を取った。新築工事のため1988年（昭和63年）4月14日に和歌山市西汀丁に建設した仮店舗での営業に移行し、リムジンによる常連客の送迎を行って顧客をつなぎとめた。1990年（平成2年）10月6日に新本館、1991年（平成3年）10月には北別館を完成させている。同店は売上高を1997年（平成9年）8月期には新館の開業効果もあって約152.67億円まで回復させた。
しかし、当店の再度の増床やバブル崩壊後の消費低迷によって売上が低迷したため、これら投資は重荷となり、2000年（平成12年）6月からは信用不安がうわさされるようになった。別館にあった良品計画（無印良品）をはじめとするテナントの撤退やそれを補う商品補充が困難になったことを理由に、上層階を閉鎖して現金のみでの販売を行うなど危機的な状況に陥り、2001年(平成13年)2月26日に同社は自己破産を行って閉店している。
すでに大丸和歌山店は1998年（平成10年）に撤退していたが、丸正閉店の2か月後にビブレも閉店し、ぶらくり丁からは大型店舗が姿を消した。また、当店に加えて郊外にもイオンモール和歌山など大型商業施設が開業するなどの影響で、2014年（平成26年）には南海和歌山市駅ビルに入居していた高島屋和歌山店も閉店に追い込まれ、当店のみが百貨店として生き残った。
これ以降は和歌山市内、そして和歌山県内でも唯一の百貨店であり、隣接する和歌山MIOとともに市内中心部では数少ない大規模商業施設である。

### 県内唯一の百貨店として
今後は百貨店以外の商業施設との競争があり、差別化が必要となる。2016年（平成28年）には「百貨店らしさ」を追求する改装を行った。地階食料品売場では地元・和歌山の食材や輸入食材の品ぞろえ強化などといったゾーニングの見直し、「ゴディバ」の拡大を実施している。また、化粧品売場（1F)・婦人服売場（2F・3F）・生活雑貨売場（5F）においても新規ブランドを多数導入した。
また、百貨店業界全体で衣料品の売上が低下し続けていることもあり、今後、2025年2月期までに衣料品売場を3割減し、ほかの売場や自社で運営する専門店を配置することで全館の回遊性を上げる計画もある。

## 沿革
- 1956年（昭和31年）8月28日 - 東和歌山土地開発株式会社を設立[7]。
- 1957年（昭和32年）7月 - 東ビル株式会社に商号変更。
- 1960年（昭和35年）
  - 1月 - 和歌山近鉄ビル株式会社に商号変更。
  - 4月 - 近鉄ストアとして営業開始。
- 1963年（昭和38年）4月 - 株式会社和歌山近鉄百貨店に商号変更。
- 1987年（昭和62年）
  - 4月24日 - JR和歌山駅前に竣工した和歌山ターミナルビルに現店舗を開店。旧店舗を閉鎖。
  - 10月 - 旧店舗ビルを改装し、近鉄会館を開設。
- 2000年（平成12年）春　- 増床。
- 2009年（平成21年）3月1日 - 株式会社和歌山近鉄百貨店を株式会社近鉄百貨店へ吸収合併（簡易合併方式）。合併比率は1（近鉄百貨店）:2.7（和歌山近鉄百貨店）：138.7[8]である。
- 2011年（平成23年）9月30日 - 耐震性の問題及び老朽化により、近鉄会館を閉鎖。解体後、跡地はフジ住宅が高層マンション「シャルマンフジ和歌山駅前グランピーク」を建設した。[9] [10]
- 2014年（平成26年）
  - 9月1日 - 前日の8月31日に高島屋和歌山店が閉店したことを受け、県内唯一の百貨店となる。
  - 9月11日 - 高島屋和歌山店に入居していた551蓬莱が当店の地下1階食品売り場に移転開業。
- 2016年（平成28年）
  - 3月9日 - 食料品、婦人洋品を中心として約3.3億円を投じてリニューアルした区画がこの日から順次改装オープン[5]。
  - 4月16日 - 上記のリニューアル工事が全面完了。

## フロアガイド
| 階   | フロア概要                                                  |
| ---- | ----------------------------------------------------------- |
| 5階  | 宝飾・時計と生活雑貨、催事場、ギフトサロン・商品券、友の会  |
| 4階  | 紳士とこども、教養用品                                      |
| 3階  | 婦人服（キャリア、ミセス）と呉服                            |
| 2階  | 婦人服（ヤング）と婦人くつ、ハンドバッグ                    |
| 1階  | 特選ブティックと婦人服飾雑貨、化粧品                        |
| 地階 | 食品 - 「新鮮市場」 「紀州路」（和歌山土産） イートインなど |

## サテライト店舗
和歌山県内の贈答品需要を補完するため、岩出市にギフトショップを運営している。
| 店名                    | 所在地          | 営業時間      | 定休日                  |
| ----------------------- | --------------- | ------------- | ----------------------- |
| 近鉄百貨店 ショップ岩出 | 岩出市清水504-1 | 10:00 - 18:00 | 水曜日（7月、12月以外） |

現在は以上の1店舗のみであるが、「和歌山近鉄百貨店」から「近鉄百貨店和歌山店」に移行する直前の2009年2月ごろには、県内全域にわたって4店舗のギフトショップが運営されていた。
| 店名                                | 所在地                              | 現況                                                            |
| ----------------------------------- | ----------------------------------- | --------------------------------------------------------------- |
| 和歌山近鉄 岩出店                   | 岩出市清水504-1                     | 「ショップ岩出」として2021年現在も営業                          |
| 和歌山近鉄百貨店 湯浅ギフトショップ | 有田郡湯浅町湯浅2332-1              | 2015年（平成27年）2月28日閉店 セブンイレブン有田湯浅町店 駐車場 |
| 和歌山近鉄 田辺店「Ruban」          | 田辺市あけぼのつぶり坂 山久ビル1階  | 能開センター田辺校                                              |
| 和歌山近鉄百貨店 新宮ギフトショップ | 新宮市緑ヶ丘3丁目3-30 緑ヶ丘ビル1階 | 不明                                                            |

贈答品を送る手段の多様化、あるいは贈答品需要自体が大きく減っているため、当店に限らず、小型の百貨店ギフトショップの閉店が相次いでいる。近畿地方では特にギフトショップが減少しており、百貨店そのものより少なくなった。2021年（令和3年）8月10日に髙島屋京都店の「ローズサロン彦根」（滋賀県彦根市）が廃止されたため、ショップ岩出のほかは三越伊勢丹の「三越大阪ギフトサロン」（ノースゲートビルディング内）程度となっている。なお、常設店に限らなければ、髙島屋では和歌山店が撤退してから、贈答品シーズンになると、大阪店が「和歌山特設会場」を設けている。
近鉄流通グループ全体では1980年代後半にサテライト店舗を増設し、阿倍野店（奈良県王寺町ほか）や四日市店（鈴鹿市ほか）管轄のギフトショップがあった。特に京都近鉄百貨店のギフトショップは京都府各地に加え、同店の隣の滋賀県にも多数展開していた。詳細は京都店ギフトショップの項目を参考のこと。